# Ernest Lefèvre (compositeur)
Pour les articles homonymes, voir Lefèvre.
 Ernest Lefèvre , né le 7 juin 1853 à Reims, et mort à Thil le 3 novembre 1913, est un compositeur.

## Biographie
Ernest Onézime Lefèvre est né le 07 juin 1853 à Reims.
Il est le fils de Valéry Lefèvre (1814 –1892), tisseur, ténor à la cathédrale de Reims et professeur de musique, et d'Elise Salaberge Delhorbe (1815 –1874).
Le 05 avril 1893, il épouse, à Reims, Louise Dérodé (1870-1952).
Il est l’élève d’Étienne Robert et d’Ambroise Petit.
Il enseigne à Reims et sera également chef de la Musique des Sapeurs-Pompiers de Reims.
À Paris il se produit à l’Opéra-comique et sur plusieurs autres scènes.
Il crée une école de musique à la demande du maire Jean-Baptiste Langlet dont il devient le premier directeur.
Il meurt à Thil le 03 novembre 1913 et est inhumé au Cimetière du Nord de Reims.
Un buste d'Ernest Lefèvre-Dérodé, réalisé par Eugène Bourgouin, orne sa tombe qu'il partage avec Louis Émile Dérodé.

## Œuvres
- Symphonie no 1,
- Don Juan aux enfers, poème symphonique,
- Le Follet, poème lyrique en un acte, qui obtient le prix Cressent,
- Soleil couchant, rêverie[5].

## Hommages
Une nouvelle rue ouverte en 1925, porte en hommage à Ernest Lefèvre, le nom de « Rue Ernest Lefèvre ».